# Брач, Борис Янович
Борис Янович Брач — доктор химических наук, профессор, заслуженный деятель науки России.

## Биография
Родился 9 марта 1934 года в Ленинграде. Во время войны — блокадник.
Окончил химический факультет ЛГУ (1957) и там же аспирантуру (1961—1964).
В 1957—1961 гг. работал в Институте полупроводников АН СССР, в 1964—1970 — НИИ химии ЛГУ (в 1965—1966 стажировался в Корнельском университете в США).
В 1970—1972 гг. доцент химического факультета ЛГУ.
С 1972 г. по приглашению первого ректора Сыктывкарского университета Валентины Витязевой работал в должности проректора СГУ по учебной и научной работе (до 1990 года с перерывом 1981—1983, когда был с.н.с. для подготовки докторской диссертации).
В 1973—2006 — зав кафедрой химии (с 1995 кафедра неорганической и аналитической химии), в 2013—2017 профессор-консультант.
Научные интересы: теоретическая и экспериментальная разработка основ создания веществ и материалов с заданными физическими и физико-химическими свойствами.
Доктор химических наук (1984), профессор.
Заслуженный деятель науки РФ (1994). Награждён орденом «Знак Почета» (1981) и тремя медалями.
Умер 26 ноября 2018 года.